# 月刊スーパーアクション
『月刊スーパーアクション』（げっかんスーパーアクション）は、かつて双葉社が刊行していた日本の月刊漫画雑誌。

## 概要
1983年6月1日創刊。誌名は同社の『漫画アクション』の流用であるが、内容は『漫画アクション』とは大きく異なり、SF漫画を中心とした内容となっている。諸星大二郎、星野之宣、藤子不二雄（下記の作品は藤本弘単独執筆）などSF漫画家の大御所を多数揃えており、新作の発表の場となっていた雑誌で、映像化された作品もあった。その後表紙や誌面を一新しながら刊行は続いたが、1987年9月に休刊となった。

## 主な掲載作品
以下の作品はいずれも単行本化されたものである。
- アイ・シティ（板橋しゅうほう）
- 裏町裏通り名画館（藤子不二雄）
- 浮草鏡（花輪和一）
- お六一座冥府開帳（みやわきようこ）
- 改訂版大日本帝國萬画（原律子）
- 凱羅（板橋しゅうほう）→休刊後、『LOGOUT』（アスペクト）へ
- 家族天国（蛭子能収）
- カッコ1/2（新田たつお）
- 紀元ギルシア（坂口尚）
- 原色日本行楽図鑑（山上たつひこ）
- 護法童子（花輪和一）
- ごめん下さい（山上たつひこ）
- 西遊妖猿伝（諸星大二郎）→休刊後、『COMICアクションキャラクター』（双葉社）へ
- しゃりばり（とり・みき）
- TARLNA（かきざき和美）
- チョコレートパニック（藤原カムイ）
- 鉄筋トミー（山上たつひこ）
- TOKYO MOTHER（東本昌平）
- ドーナツ・ボックス（いしいひさいち）
- ときめきアリス（吾妻ひでお）
- 2001夜物語（星野之宣）
- B（作：狩撫麻礼 / 画：平野仁）
- ピンキー・パンキィ（モンキー・パンチ）
- Hey!ギャモン（板橋しゅうほう）
- ベルベットゾーン（作：滝沢解 / 画：田中正仁）
- ポーラーレディ（西岸良平、1985年7月号 - 1987年5月号）※隔月連載
- マイシェルター（藤子不二雄）
- ミステリアン（西岸良平、1983年6月号 - 1985年4月号）※隔月連載
- 有名人販売株式会社（藤子不二雄）
- 笑う角にバカ（谷岡ヤスジ）